# Удыль
Уды́ль — крупное пресноводное озеро в Ульчском районе Хабаровского края в бассейне реки Амур. Удыль — пойменное озеро. Лежит недалеко от левого берега реки Амур, с которой оно соединено протокой Ухта. Северный берег возвышенный, местами скалистый, южный — низменный и болотистый. Самый значительный приток — река Бичи.
Площадь озера составляет 330 км², площадь водосбора — 12 400 км². Максимальная глубина озера — 5 м при средней глубине 2-3 м. Находится на высоте 4 м над уровнем моря.
В низменности вокруг озера Удыль в устьях рек Бичи, Битки и Пильды расположился Государственный природный заказник федерального подчинения «Удыль», водно-болотное угодье международного значения, подпадающее под действие Рамсарской конвенции. Важное место концентрации водоплавающих на гнездовании, линьке и пролетах. Комплекс гнездящихся редких и исчезающих видов птиц. Крупнейшие в Приамурье локальные гнездовые популяции сухоноса и белоплечего орлана.
На южном берегу озера Удыль находится ранненеолитическая стоянка громатухинской культуры Голый Мыс-4, датируемая возрастом 12300—13000 л. н. — ранним дриасом — переходом к аллерёду.